# San Carlos de Río Negro
San Carlos de Río Negro is de hoofdplaats van de Venezolaanse gemeente Río Negro en telt ongeveer 1200 inwoners.